# Escelidosaure
Els escelidosaures (Scelidosaurus) són un gènere extint de dinosaures que visqueren al Juràssic inferior. Pertanyia al grup dels ancilosaures. Se n'han trobat restes fòssils a Europa i Nord-amèrica.
L'antomista comparatiu Richard Owen descrigué l'escelidosaure l'any 1859. Només una espècie, S. harrisonii, es considera vàlida avui en dia, encara que s'han proposat altres espècies al llarg dels anys. Un dels tireòfors més primitius, l'emplaçament exacte de l'escelidosaure dins el subordre ha sigut objecte de debat per gairebé 150 anys. Això no es veu ajudat per la manca de coneixement dels seus parents més propers.

## Descripció
Un escelidosaure totalment crescut era més aviat petit, en comparació amb la majoria dels altres dinosaures. Alguns científics han estimat una longitud de 4 metres. L'escelidosaure era quadrúpede, amb les extremitats posteriors considerablement més llargues que les anteriors. Es podria haver alçat sobre les seves cames per a menjar el fullatge dels arbres, però les seves mans eren tan llargues com els seus peus, indicant una postura majoritàriament quadrúpeda. L'escelidosaure tenia quatre dits, amb el dit més intern qu era el més petit.

### Crani

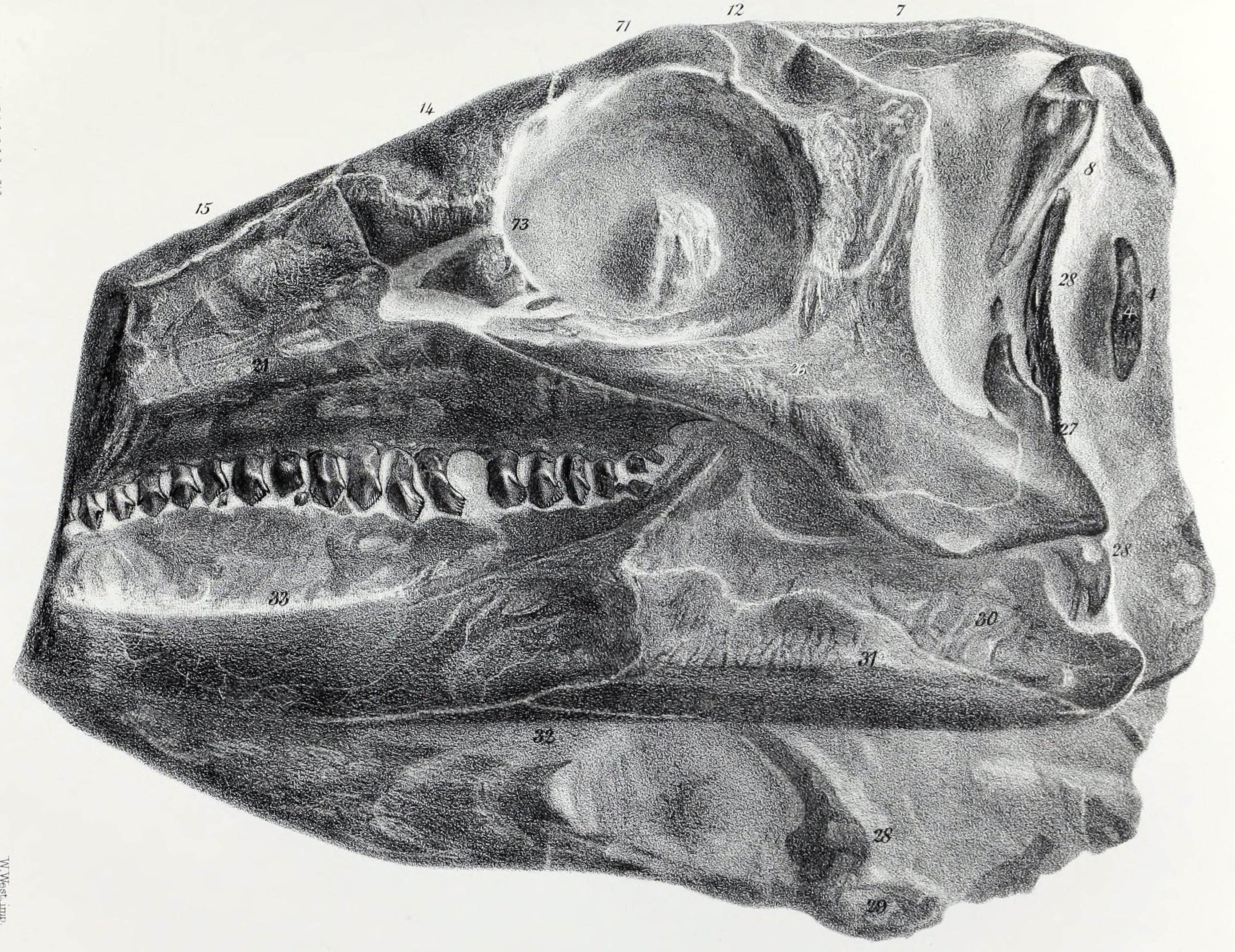
Dibuix d'un crani parcial de scelidosaure fet per Richard Owen

A diferència d'ancilosaures posteriors, el crani era baix i de forma triangular, més llarg que ample, similar al dels ornitisquis] primitius. El crani de l'escelidosaure era petit, i tenia un coll que era més llarg que el de la majoria de dinosaures cuirassats.
Com altres tireòfors, l'escelidosure era herbívor, amb unes dents de les galtes molt petits i en forma de fulla aptes per a arrencar la vegetació. Es creu que l'escelidosaure s'alimentava amb un sistema de punció-aixafament d'acció dent contra dents, amb un moviment simple d'amunt cap aball. A diferència d'ancilosaures més tardans, l'escelidosaure encara tenia cinc parells de finestres (obertures cranials) que es veuen en ornitisquis primitius, i les seves dents tenien una forma de fulla més accentuada que els dinosaures cuirassats posteriors.

### Armadura

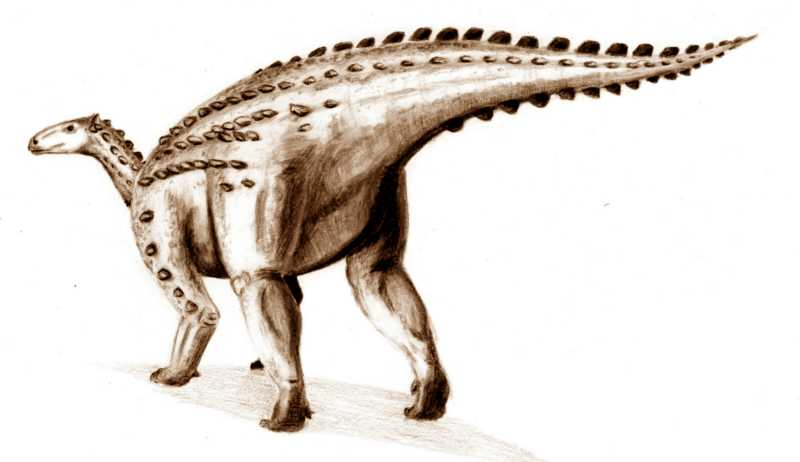
Reconstrucció d'un Scelidosaurus

La característica més òbvia de l'escelidosaure és l'armadura, consisteix en escuts ossis submergits a la pell. Aquests osteodermes estaven alineats en files paral·leles que baixaven pel cos de l'animal. Els osteodermes també es troben a la pell dels cocodrils, armadilloss i alguns llangardaixos. Aquests osteodermes variaven tant en mida com en forma; la majoria eren plaques petits i planes, però escuts més gruixuts també es donaven. Els escuts s'alineaven en fileres horitzontals regulars que baixacen pel coll, esquena, i cintura de l'animal, amb escuts més petits distribuïts en les extremitats i cua. Els escuts laterals eren cònics, en lloc dels osteodermes similar a fulles de l'escutel·losaure, i s'han utilitzat per a identificar el gènere. També tenia un parell d'escuts de tres puntes distintius darrere el cap. Comparant-lo amb ancilosaures posteriors, l'escelidosaure estava lleugerament cuirassat.
També s'han trobat impressions de pell fossilitzada. Entre els escuts ossis, l'escelidosaure tenia escames arrodonides similars a les del monstre de Gila. Entre els escuts grans, "grànuls" plans molt petits (5-10 mm) d'os es distribuïen en la pell. En ancilosaures més tardans, aquests escuts petits es podrien haver desenvolupat en escuts més grans, fusionant-se en l'armadura placa multi-osteodèrmica que s'observa en gèneres com l'ancilosaure.

### Dieta
L'escelidosaure i els seus parents del Juràssic eren herbívors. Tanmateix, mentre altres ornitisquis tenien dents capaços de moldre el material vegetal, l'escelidosaure tenia dents més petites i menys complexes i una mandíbula capaç de fer únicament moviments cap amunt i cap aballs. En aquest aspecte, s'assemblava als estegosàurids, que també tenien dents primitives i mandíbules simples. També com els estegosaures, podrien haver empassat gastrolits per a ajudar a processar el menjar (per la manca de capacitat de masticació), de la mateixa manera emprada pels ocells moderns i cocodrils. La seva dieta hauria consistit en plantes amb fulles o fruites, en tant que l'herba no va evolucionar fins al final del període Cretaci, després que l'escelidosaure s'extingis.